# 国際標準名称識別子
国際標準名称識別子（こくさいひょうじゅんめいしょうしきべつし、英語: International Standard Name Identifier、ISNI）とは本、テレビ番組、新聞記事といったメディアコンテンツ作者の公開識別子を単一的に識別する識別子である。4つのブロックに分かれた16桁の数字で構成されている。
国際標準化機構(ISO)の技術委員会46、分科委員会9(TC 46/SC 9)によりDraft International Standard 27729;として開発され、2012年3月15日に有効な標準規格となり、2013年9月1日にISO 27729:2012/Cor 1:2013 として1ページ分が追補された。
ISNIは他方に混乱を与えかねない曖昧な名前に対処するために使用し、メディア産業の全部門で収集され使用される名前に関するデータをリンクする。

## ISNIの使用
ISNIは単一識別情報（著作者のペンネームや出版社が使用しているインプリント）を一意的な番号を使用して識別できるようにする。この一意的な番号は後に名前や他の識別形式を確認するためにメディア産業で使用されている数ある他の識別子を繋ぐことができるようになる。
英語圏で度々引用される例として、データベース内で「ジョン・スミス」を識別する時困難に直面する。「ジョン・スミス」が記録に多く登場しても、必要な特定の「ジョン・スミス」を参照した記録かどうかは常に明確にならないが、ISNIの番号を付与することによって同名異人の「ジョン・スミス」を（日本におけるマイナンバーと同様に）識別し、名寄せできるようになる。
番号の使用例として、作詞作曲も手がけている音楽パフォーマーの識別がある。現在数あるプライベートやパブリックの識別システムを使用する多くの異なるデータベースにおいてどこで識別されているかに関して、ISNIシステムの下で簡素にISNI記録を繋いでいる。また多くの異なるデータベースはその後、テキスト文字列比較といったやっかいな方法に頼ること無く特定の識別情報に関するデータを交換することができる。
ISNIでは、MusicBrainzやWikidata（wikipediaではない）も情報源として採用されており、2018年1月には、YouTubeが国際標準名称識別子（ISNI）の登録機関となってYouTube上に作品がある音楽家等に付与する方針であることが発表された。
たとえばISNI番号0000 0004 5644 0611を割り当てられている超歌手大森靖子の場合、ISNIの当該ページ下部の「Sources」欄にWikidataを示す「WKD」とその識別IDであるQ16264863へのリンクや、MusicBrainzを示す「MUBZ」とその識別IDであるbcb49893-f5e0-48e4-b6fb-f4ef74b5463dなどが表示される。
ISNIは図書館や公文書館が目録情報を共有するときにも活用でき、オンラインでの情報やデータベースをより正確な検索したり、デジタル環境または国境を越えた権利の管理を促進する。
日本からは国立国会図書館に納本されている書物の著者のデータがVIAF（バーチャル国際典拠ファイル）への提供を介してISNIの典拠情報の一つとして採用されている。
たとえば画家の岡本太郎（1911-1996）を例に挙げると、「国立国会図書館典拠データ検索・提供サービス（Web NDL Authorities）」でのIDは00059824→その結果内にあるVIAFへのリンク先でのVIAF IDは64009967→その結果内（「優先形」のパネル内の旗）にあるISNIへのリンク先でのISNI IDは0000 0001 1507 1184と出て、ISNIの当該ページ下部の「Sources」欄に「VIAF」だけでなく「NDL」とも表示される。
もし著作者が複数の名前やペンネームを使って著作物を出しているとしても、それぞれの名前を、1つのISNIに集約して記録できる。例えば森鷗外の場合、ローマ字の他に「森林太郎、森欧外、森鷗外、鷗外漁史」などが登録されている。ただし、名寄せが上手く行っていない場合もあり、例えば中島梓のペンネームを併用した栗本薫（1953-2009）には「0000 0001 0800 8355」、「0000 0004 5682 7429」、「0000 0001 1948 7013」の3つのISNI番号が割り振られている。

### ORCID
ORCID (Open Researcher and Contributor ID)識別子は学術研究者のためにISNIが確保した区画で、別の団体が管理しているが、この2つの組織はこれらの活動を調整している。個人研究者は自身のORCIDを、ORCIDのサイトからオンライン手続きで作成できるので、個人がISNIとORCIDを両方、事実上ISNIを2つ持つことが可能になる（詳細はORCIDを参照）。

## ISNIの管理
ISNIはISNI-IAとして知られる「国際機関」によって管理されている。イギリスでは著作権協会国際連合 (CISAC)、欧州国立図書館長会議 (CENL)、世界複製権機構 (IFRRO)、国際実演家データベース協会 (IPDA)、Online Computer Library Center (OCLC)、ProQuestで構成される団体コンソーシアムが設立した非営利団体が登録していて、これらの団体から選出された理事が管理しており、CENLの場合、フランス国立図書館と大英図書館の代表によって選出される。

## ISNIの割り当て
ISNI-IAはユーザーインターフェース、データスキーマ、曖昧性除去アルゴリズムで構成される割り当てシステムや可能ならば既存技術を活用しながらISO標準規格の必須条件を満たすデータベースを使用している。このシステムはOCLCが図書館目録の集合体で使用するために開発したサービスであるバーチャル国際典拠ファイルを主体として基にしている。
割り当てシステムやデータベースや過程の出力で生成された番号へのアクセスは「登録機関」と呼ばれる独立した団体によって管理されている。これらの登録機関は顧客と直接取引していて、データが適切なフォーマットで提供されていて、割り当てシステムを維持するためのコストをISNI-IAに代わって負担している。登録機関はISNI-IAによって任命されるが経営や予算は独自に決めることができる。